# I liga argentyńska w piłce nożnej (1898)
Mistrzem Argentyny w roku 1898 został klub Lomas Athletic Buenos Aires, a wicemistrzem Argentyny klub Lobos.
Prawo gry w lidze utraciły kluby CA Banfield, Palermo Athletic Buenos Aires oraz United Banks Buenos Aires. Liga zmniejszyła się z 7 do 4 klubów.

## Primera División

### Lista meczów
| Mecze                                                                                |
| ------------------------------------------------------------------------------------ |
| CA Banfield – Lanús Athletic Buenos Aires 1:3                                        |
| CA Banfield – Lobos 0:3                                                              |
| CA Banfield – Lomas Athletic Buenos Aires 0:4                                        |
| CA Banfield – Palermo Athletic Buenos Aires 1:2                                      |
| CA Banfield – United Banks Buenos Aires 0:7                                          |
| CA Banfield – Belgrano AC zwycięstwo Belgrano AC                                     |
| Belgrano AC – CA Banfield zwycięstwo Belgrano AC                                     |
| Belgrano AC – Lanús Athletic Buenos Aires 3:0                                        |
| Belgrano AC – Lobos 1:3                                                              |
| Belgrano AC – Lomas Athletic Buenos Aires 0:1                                        |
| Belgrano AC – Palermo Athletic Buenos Aires 7:1                                      |
| Belgrano AC – United Banks Buenos Aires 2:0                                          |
| Lanús Athletic Buenos Aires – CA Banfield 5:1                                        |
| Lanús Athletic Buenos Aires – Belgrano AC 0:1                                        |
| Lanús Athletic Buenos Aires – Lobos 0:1                                              |
| Lanús Athletic Buenos Aires – Lomas Athletic Buenos Aires 0:0                        |
| Lanús Athletic Buenos Aires – Palermo Athletic Buenos Aires 5:1                      |
| Lanús Athletic Buenos Aires – United Banks Buenos Aires 5:0                          |
| Lobos – CA Banfield zwycięstwo Lobos                                                 |
| Lobos – Belgrano AC 0:1                                                              |
| Lobos – Lanús Athletic Buenos Aires 2:1                                              |
| Lobos – Lomas Athletic Buenos Aires 1:1                                              |
| Lobos – Palermo Athletic Buenos Aires 2:0                                            |
| Lobos – United Banks Buenos Aires 2:0                                                |
| Lomas Athletic Buenos Aires – CA Banfield zwycięstwo Lomas Athletic Buenos Aires     |
| Lomas Athletic Buenos Aires – Belgrano AC 3:0                                        |
| Lomas Athletic Buenos Aires – Lanús Athletic Buenos Aires 2:1                        |
| Lomas Athletic Buenos Aires – Lobos 0:0                                              |
| Lomas Athletic Buenos Aires – Palermo Athletic Buenos Aires 4:1                      |
| Lomas Athletic Buenos Aires – United Banks Buenos Aires 1:1                          |
| Palermo Athletic Buenos Aires – CA Banfield zwycięstwo Palermo Athletic Buenos Aires |
| Palermo Athletic Buenos Aires – Belgrano AC 1:8                                      |
| Palermo Athletic Buenos Aires – Lanús Athletic Buenos Aires 0:8                      |
| Palermo Athletic Buenos Aires – Lobos 1:5                                            |
| Palermo Athletic Buenos Aires – Lomas Athletic Buenos Aires 0:1                      |
| Palermo Athletic Buenos Aires – United Banks Buenos Aires 3:4                        |
| United Banks Buenos Aires – CA Banfield zwycięstwo United Banks Buenos Aires         |
| United Banks Buenos Aires – Belgrano AC 1:1                                          |
| United Banks Buenos Aires – Lanús Athletic Buenos Aires 0:1                          |
| United Banks Buenos Aires – Lobos 1:2                                                |
| United Banks Buenos Aires – Lomas Athletic Buenos Aires 0:3                          |
| United Banks Buenos Aires – Palermo Athletic Buenos Aires 2:0                        |

### Końcowa tabela sezonu 1898
| Poz | Klub                          | Mecze | Zw | Rem | Por | Pkt | BrZd | BrStr |
| --- | ----------------------------- | ----- | -- | --- | --- | --- | ---- | ----- |
| 1   | Lomas Athletic Buenos Aires   | 12    | 8  | 4   | 0   | 20  | 20   | 4     |
| 2   | Lobos                         | 12    | 9  | 2   | 1   | 20  | 21   | 6     |
| 3   | Belgrano AC                   | 12    | 8  | 1   | 3   | 17  | 24   | 10    |
| 4   | Lanús Athletic Buenos Aires   | 12    | 6  | 1   | 5   | 13  | 29   | 12    |
| 5   | United Banks Buenos Aires     | 12    | 4  | 2   | 6   | 10  | 16   | 20    |
| 6   | Palermo Athletic Buenos Aires | 12    | 2  | 0   | 10  | 4   | 10   | 47    |
| 7   | CA Banfield                   | 12    | 0  | 0   | 12  | 0   | 3    | 24    |

Z powodu równej liczby punktów dwie najlepsze w tabeli drużyny rozegrały baraż decydujący o mistrzostwie Argentyny.
| Data             | Mecz |
| ---------------- | --- |
| 28 sierpnia 1898 | Lomas Athletic Buenos Aires – Lobos 1:0 mecz rozegrany został na stadionie klubu United Banks Buenos Aires Sędzia: M.Mac Ewen Bramki: A. Coste Z powodu złożonego protestu drużyny Lobos mecz został anulowany |
| 11 września 1898 | Lomas Athletic Buenos Aires – Lobos 2:1 Stadion: Barker Memorial School, Lomas de Zamora Sędzia: M. Mac Ewen Bramki: J. O. Anderson, ? – ? Lomas Athletic Club: P. J. Grant – Walter Stirling, J. Walker, C. Reynolds, F. Jacobs, A. Anderson, E. M. Cumber, Willi Stirling, H. Anderson, J. O. Anderson, F. Boutell Lobos Athletic Club: A. Coste – T. Moore, W. Buchanan, T. Cavanagh, A. Mack, E. Buchanan, J. Negron, E. Moore, R. Jordan, J. Moore, H. Wilson Skład drużyny Lobos zgodny z ogłoszonym przed meczem – nie jest pewne, czy rzeczywiście ta drużyna zagrała dokładnie w tak ogłoszonym składzie. |

Mistrzem Argentyny został klub Lomas Athletic Buenos Aires.